# Biebrza
Cet article possède un paronyme, voir Bobr (homonymie).
La Biebrza (lituanien : Bebras, biélorusse : Bobra) est une rivière située en Pologne et en Biélorussie. La quasi-totalité de la vallée de la Biebrza est protégée, depuis les sources de la rivière jusqu'à son embouchure dans la Narew : le parc national de la Biebrza est le plus grand parc parmi les 23 parcs nationaux de la Pologne et l'un des plus grands en Europe.

## Principales localités traversées

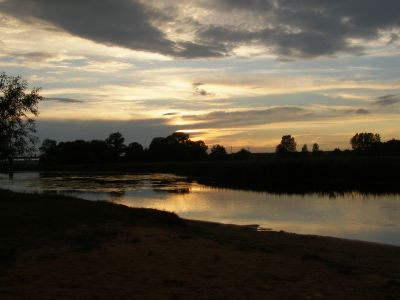
La Biebrza au couchant.

- Lipsk
- Sztabin
- Goniądz
- Osowiec-Twierdza
- Radziłów
- Wizna

## Source de la traduction
- (en) Cet article est partiellement ou en totalité issu de l’article de Wikipédia en anglais intitulé « Biebrza » (voir la liste des auteurs).